# Fausto Fornoni
Fausto Fornoni fue un actor de reparto argentino.

## Carrera
Fornino fue un primer actor que cubrió varios roles secundarios durante la época de oro del cine argentino. Trabajó con actores de la talla de Luis Arata, Iris Marga, Darío Cossier, Luis Sandrini, Guillermo Battaglia, Olinda Bozán, Eloy Álvarez, Juan Mangiante , Inda Ledesma, Morena Chiolo, Elisardo Santalla, José Gola, Rafael Frontaura, Pedro Tocci, entre otros.

## Filmografía
- 1936: Loco lindo
- 1937: Barranca abajo
- 1937: Palermo
- 1937: Villa Discordia
- 1938: Turbión
- 1939: Nuestra tierra de paz
- 1939: Giácomo
- 1941: Novios para las muchachas
- 1941: Mamá Gloria
- 1941: Cuando canta el corazón
- 1946: El viaje sin regreso[2]